# Steven Schachter
Steven Schachter (n. secolul al XX-lea) este un regizor de film, televiziune și de teatru și scenarist american.

## Bioografie
O mare parte din succesul lui Schachter provine din proiectele la care a colaborat cu William H. Macy. Cei doi au scris filmele de televiziune prin cablu Escroaca (1998), Un simplu caz de crimă (1999), Viața unui comis-voiajor (2002) și O viață nouă (2004), toate regizate de Schachter și în care Macy a jucat. De asemenea, a regizat numeroase alte filme TV, inclusiv o adaptare a piesei lui David Mamet, The Water Engine. În 2006 a regizat filmul TV Jilțul sirenei. În mai 2007, a terminat filmările lungmetrajului The Deal, scris de Macy și cu acesta în rolul principal.

## Filmografie

### Filme TV
| An   | Titlu                                 | Regizor | Scenarist | Producător |
| ---- | ------------------------------------- | ------- | --------- | ---------- |
| 1983 | Journey's End                         | Da      | Nu        | Nu         |
| 1992 | Getting Up and Going Home             | Da      | Nu        | Nu         |
| 1992 | The Water Engine                      | Da      | Nu        | Nu         |
| 1995 | Lady Killer                           | Da      | Nu        | Nu         |
| 1995 | Above Suspicion                       | Da      | Da        | Nu         |
| 1995 | Legacy of Sin: The William Coit Story | Da      | Nu        | Nu         |
| 1996 | Visul oricărei femei                  | Da      | Da        | Nu         |
| 1996 | To Face Her Past                      | Da      | Nu        | Nu         |
| 1998 | The Con                               | Da      | Da        | Nu         |
| 1998 | To Live Again                         | Da      | Nu        | Nu         |
| 1999 | A Slight Case of Murder               | Da      | Da        | Nu         |
| 2000 | Iubire din trecut                     | Da      | Nu        | Nu         |
| 2002 | Door to Door                          | Da      | Da        | Nu         |
| 2002 | Just a Walk in the Park               | Da      | Da        | Nu         |
| 2004 | It Must Be Love                       | Da      | Nu        | Nu         |
| 2004 | The Wool Cap                          | Da      | Da        | Da         |
| 2005 | The Engagement Ring                   | Da      | Nu        | Nu         |
| 2006 | The Mermaid Chair                     | Da      | Nu        | Nu         |
| 2008 | The Deal                              | Da      | Da        | Nu         |
| 2008 | Family Man                            | Da      | Da        | executiv   |
| 2010 | Unanswered Prayers                    | Da      | Nu        | Nu         |

### Seriale TV
| An   | Titlu                    | Regizor | Scenarist | Episod                  |
| ---- | ------------------------ | ------- | --------- | ----------------------- |
| 1990 | ABC Afterschool Specials | Da      | Nu        | ''All That Glitters''   |
| 1991 | Thirtysomething          | Nu      | Da        | ''Sifting the Ashes''   |
| 1992 | Home Fires               | Nu      | Da        | ''Fathers and Sons''    |
| 2012 | Shameless                | Nu      | Da        | ''Can I Have a Mother'' |

### Filme cinematografice
| An   | Titlu                      | Rol                              |
| ---- | -------------------------- | -------------------------------- |
| 1985 | The Falcon and the Snowman | Asistent al lui John Schlesinger |
| 1986 | Firewalker                 | Antrenor dialog: Mr. Norris      |